# Los delincuentes
Pour plus de détails, voir Fiche technique et Distribution.
Los delincuentes est un thriller dramatique argentin, chilien, brésilien et luxembourgeois réalisé par Rodrigo Moreno et sorti en 2023,.

## Synopsis
Román et Morán sont deux employés d'une petite agence bancaire située à Buenos Aires. Afin de ne plus avoir besoin de travailler jusqu'à l'âge de la retraite, Morán élabore un plan pour voler la somme équivalente en dollars avec la complicité de Román. Les conséquences de ce projet provoquent une série d'événements inattendus.

## Fiche technique
Sauf indication contraire, les informations mentionnées dans cette section peuvent être confirmées par les bases de données cinématographiques IMDb et Allociné,  présentes dans la section « Liens externes ».
- Titre original : Los delincuentes
- Réalisation : Rodrigo Moreno
- Scénario : Rodrigo Moreno
- Musique : Lucas Page
- Décors : Laura Caligiuri
- Costumes : Flora Caligiuri
- Photographie : Inés Duacastella et Alejo Maglio
- Son : Roberto Espinoza
- Montage : Nicolas Goldbart, Manuel Ferrari et Rodrigo Moreno
- Production : Ezequiel Borovinsky
  - Coproduction : Julia Alves, Bruno Bettati, Natacha Cervi, Gilles Chanial et Hernán Musaluppi
  - Production déléguée : Eugenia Molina, Rodrigo Moreno, Michael Wahrmann et Daniel Lambrisca
- Sociétés de production : Wanka Cine, Rizoma Films, Les Films Fauves, Jirafa Cine et Jaque Producciones
- Société de distribution : Arizona Distribution et JHR Films
- Budget :
- Pays de production :  Argentine,  Chili,  Brésil et  Luxembourg
- Langue originale : espagnol
- Format :
- Genre : Thriller dramatique
- Durée : 190 minutes
- Dates de sortie :
  - France : 
    - 18 mai 2023 (Cannes)
    - 27 mars 2024 (en salles)

  - Canada :
    - 8 septembre 2023 (Toronto)

  - Brésil :
    - 6 octobre 2023 (Rio de Janeiro)
    - 26 octobre 2023 (en salles)

  - Argentine : 26 octobre 2023
  - Belgique : 3 avril 2024

## Distribution
- Daniel Elias : Morán
- Esteban Bigliardi : Román
- Margarita Molfino : Norma
- German De Silva : Del Toro / Garrincha
- Laura Paredes : Laura Ortega
- Mariana Chaud : Marianela
- Lalo Rotavería : Isnardi
- Gabriela Saidon : Flor, l'épouse de Román
- Cecilia Rainero : Morna, la soeur de Norma
- Javier Zoro : Ramón

## Lancement

### Réception par la critique
D'après le site web d'agrégation de critiques Rotten Tomatoes, Les délinquants a un indice d'approbation de 87% basé sur 31 revues, avec une note moyenne de 7,6/10. Sur Metacritic, le film possède une moyenne pondérée de 84/100 basée sur 10 critiques, avec l'indication "acclamation universelle".
Sur le media britannique The Guardian, le film a reçu une note parfaite de 5 étoiles sur 5, avec ce commentaire: « Si Pedro Almodóvar et Éric Rohmer s'unissaient pour composer un film de braquage long et sinueux, cela pourrait être cela, mais il y a quelque chose dans l'extravagance du film qui rend très difficile de le ranger dans le genre du braquage, ou à n'importe quel genre. (...) Cela pourrait devenir un classique culte ».
Selon le site américain Variety, le film se situe parmi les 12 meilleurs films sortis lors du Festival de Cannes 2023. Dans un classement similaire, la revue américaine Rolling Stone l'a placé au 10e rang de sa liste du meilleur du festival, qui comprend un autre film argentin (Eureka de Lysandre Alonso). De même, la revue The Hollywood Reporter a inclus Les délinquants dans les 20 meilleurs films de Canne 2023, le site web IndieWire l'a mis dans son Top 14, et la revue britannique Screen Daily dans son Top 12 des meilleurs films du festival français,,.

### Distribution
Après son lancement au Festival de Cannes de 2023, le film a été acquis par MUBI, pour sa sortie aux États-Unis, Canada, Royaume-Uni, Irlande, Italie, Pays-Bas, Turquie, Inde et Amérique latine. À son tour, Magnolia International, agent de ventes internationales, s'est assuré les distributions en Espagne (Filmin), Grèce (Weirdwave), Taïwan (Filmware), Chine (Hugoeast), Moyen-Orient (Gulf), Portugal (Leopardo Films), Israël (New Cinema), et les droits aériens à travers la compagnie aérienne Anuvu. En Argentine il est sorti en salles le 26 octobre 2023.